# Armend Dallku
Armend Dallku, né le 16 juin 1983 à Pristina, en RFS de Yougoslavie, est un joueur de football albanais jouant comme défenseur au FC Pristina et avec l'équipe nationale albanaise devenu entraîneur.

## Carrière
Il a commencé sa carrière au Kosovo Vushtrri, avant le transfert à Pristina. En 2004, il s'installe au KS Elbasani, obtenant un total de 25 sélections, avant de partir en Ukraine du côté de Vorskla Poltava. Il a marqué deux buts pendant la saison 2006-2007.

## Carrière internationale
Bien que Dallku est né à Pristina, en Yougoslavie - actuellement Kosovo, comme beaucoup d'autres joueurs à son poste comme Lorik Cana et Arjan Beqaj, il a décidé de jouer pour l'Albanie.
Dallku a reçu un appel par Hans-Peter Briegel pour participer au match contre l'Ukraine le 9 2005. Briegel a décidé de donner le départ a un vieux défenseur pour les débuts de Dallku face à une équipe très forte chez elle. Bien qu'il ait bien joué, il a été incapable d'arrêter l'Ukraine de marquer deux buts de chaque côté de l'intervalle. Il a marqué ses premiers buts dans un match de qualification pour la Coupe du monde 2010 contre Malte le 10 2008. Le match s'est terminé sur un 3-0 pour l'Albanie, qui les a envoyés à la tête de leur groupe devant des équipes de géants tels que le Portugal, la Suède et le Danemark.
Dallku a fait 45 apparitions pour l'Albanie.

## But international
|    | Date              | Lieu                                 | Adversaire | Résultat | Compétition                       |
| -- | ----------------- | ------------------------------------ | ---------- | -------- | --------------------------------- |
| 1. | 10 septembre 2008 | Qemal Stafa Stadium, Tirana, Albanie | Malte      | 3-0      | Éliminatoires Coupe du monde 2010 |